# Наукове фентезі

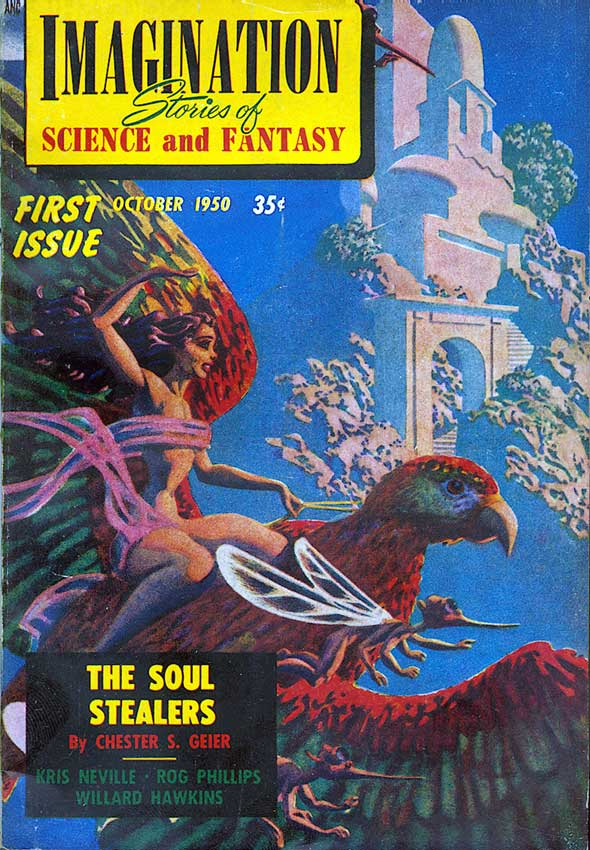
Обкладинка журналу «Уява» (Imagination), Жовтень 1950 року.

Наукове фентезі (англ. Science fantasy) — гібридний напрям художньої літератури на стику наукової фантастики та фентезі, для якого характерне поєднання науково-фантастичних елементів з фентезійними, у якому чарам надається квазінаукове пояснення. Твори даного гібридного напрямку, працюючи за правилами наукової фантастики, часто відносять до жанру фентезі З фентезі запозичуються чарівний світ і магія, а з наукової фантастики — суворе псевдонаукове пояснення цих явищ. О. П. Кулик вважає наукове фентезі відгалуженням від наукової фантастики, де чари отримують раціональне пояснення.

## Визначення
У читачів наукової фантастики, і особливо видавців, термін «наукове фентезі» багато часу не був чітко визначеним. Хоча таку назву мав відомий британський журнал 1950—1966 рр. , і в цей же період, термін «наукове фентезі» увійшов у загальне користування. Пізніше була спроба замінити його на терміни «Меча і магії», або героїчного Фентезі, але цей напрямок відрізняється від цих двох категорій (наукової фантастики та наукового фентезі) тим, що наукове фентезі не обов'язково містить магію, богів і демонів, героїв, міфологію і надприродні сили, хоча вони можуть бути присутніми, частіше у квазі-раціональній формі. Наукове фентезі, як правило, розглядається як побічний жанр, у якому поєднуються елементи фантастики та фентезі; це зазвичай яскраві і часто химерні, іноді з елементами хоррору, хоча і не завжди з акцентом на жанр жахів.
Центральні теми наукового фентезі — паралельні світи, інші виміри, надчуттєве сприйняття, монстри, псі-сили і супермени, але жодна з цих складових не має істотного, базового значення. Багато творів наукові фентезі — це планетарні романси (багато з книг базуються на науковій базі, томі їх можна розглядати як науково-фантастичні). Обґрунтоване визначення терміна «наукове фентезі» виконав Brian Attebery в словнику літературних біографій. Він будує своє дослідження шляхом акреції з прикладів.

## Відмінності між науковою фантастикою і науковим фентезі
Наукове фентезі — це гібридний напрямок, який утворюється в поєднанні фентезі і наукової фантастики. Цей субжанр поєднує в собі риси обох піджанрів фантастики і створює фантастичний чарівний світ в умовах іншопланетної реальності. Наукове фентезі була першим за популярністю напрямком у 1930-х і 1940-х роках, увібравши в себе певний науковий продукт. Це такий тип наукової фантастики, де змінені або проігноровані наукові закони і теорії на користь красивої історії. Але, наукова фантазія може існувати також і в інших формах. Наприклад, наука може бути настільки добре розвинена, що вона починає імітувати магію, або персонажів, які володіють екстрасенсорними здібностями, що нагадують магію, або просто, магія і наука співіснують і співпрацюють.
У науково-фантастичних творах, як правило, присутній конфлікт між нав'язаними суспільству нормами і прагненням головного героя до свободи. Тобто, герої обстоюють свою несхожість. У творах фентезі основний конфлікт пов'язаний з протистоянням між світлими і темними силами. Словосполучення «Science Fiction» (Наукова фантастика) можна дослівно перекласти як «наукова белетристика», а «Fantasy» (Фентезі) — «фантазія», «представлення», «уява». Характерною ознакою творів наукової фантастики є наявність фантастичного припущення: яким би став світ за певних умов. Автор фентезі описує альтернативну реальність, яка не пов'язана з існуючою дійсністю. Закони фентезійного світу підносяться як даність, без будь-яких пояснень. Існування магії і міфічних рас є нормою. Характерною ознакою творів наукової фантастики є наявність фантастичного припущення: яким би став світ за певних умов. Натомість, автор фентезі описує альтернативну реальність, яка не пов'язана з існуючою дійсністю. Закони фентезійного світу підносяться як даність, без будь-яких пояснень. Існування чар і міфічних рас є нормою.
Аналізуючи відмінність між науковою фантастикою і фентезі Род Серлінг стверджував, що перша описує як «неймовірне стає можливим», а в другій йдеться про те, як «неймовірне робиться ймовірним». Як поєднання обох напрямків, наукової фантастики та фентезі дає наукове обґрунтування реалізму до речей, які просто не могли відбутися в реальному світі ні за яких обставин. Там, де наукова фантастика не допускає існування фентезі або надприродних елементів, наукове фентезі явно спирається на них.

## Історичний погляд
Термін увійшов у широкий вжиток після багатьох науково-фантастичних історій, які були опубліковані в американських pulp-журналах, таких як Корпорація «Магія» Роберта Гайнлайна. Це були такі твори, як Раби сну (Slaves of Sleep) Л. Рональдом Габбардом, і Дипломований чарівник Флетчера Претта і Лайона Спрег де Кемпа, із серії Гарольд Ши. Були також відносно раціоналістичні розповіді, що публікувалися в журналі Unknown, що виходив під редакцією Джона В. Кемпбелла, що було навмисною спробою застосувати методи і підходи наукової фантастики у традиційній фентезі тематиці. Журнал Fantasy & Science Fiction, публікував, між іншим, всі твори Пола Андерсона, крім останньої серії. Генрі Каттнер і К. Л. Мур публікували поодинці і разом в журналі Startling Stories, романтичні романи у стилі фентезі. Це також належить до романтичних історій, що були написані як дивні казки, в журналі Weird Tales, такі, як Northwest Smith — оповідання К. Л. Мур. Видавництво Ace Books в 1950-х і 1960-х роках, опублікувало ряд книг, які можна віднести до наукового фентезі. The Encyclopedia of Science Fiction (Енциклопедія наукової фантастики) зазначає, що як жанр наукове фентезі «ніколи не була чітко визначена», хоч і була найбільш часто використовувана у 1950—1966 роках. Франшиза Зоряний шлях, створена Джином Родденбері є прикладом наукового фентезі. Письменник Джеймс Ф. Бродерік описує Зоряний шлях як наукове фентезі, тому що вона включає в себе напів-футуристичні, а також надприродно/фантастичні елементи, такі як TQ (Зоряний шлях). Відомий науковий фантаст Артур Кларк, частково погодився з твердженням багатьох пуристів, що Зоряний шлях — це наукове фентезі, а не фантастика, тому що в ній присутні науково неймовірні елементи.

## Піджанри наукового фентезі

### Вмираюча Земля і світ після катастрофи
В основі цього піджанру фентезі та його назви лежить збірка оповідань Джека Венса «Вмираюча Земля». Термін «Вмираюча Земля» став маркером для позначення антуражу та атмосфери творів, в яких зображене дуже віддалене майбутнє, коли Сонце починає гаснути, все приходить в занепад і знаходиться на межі загибелі. «Вмираюча Земля» — це масштабна картина декадансу, розкладання і химерного поєднання магії з наукою, фентезі з науковою фантастикою. Твори Джека Венса з серії «Вмираюча Земля» класифікуються як наукова фентезі, тому що використовування космології не сумісно з умовно-прийнятими у науковій фантастиці принципами. Інші історії із піджанру про вмираючу Землю, такі як романи Viriconium М. Джона Харрісона або «Книга нового Сонця» (англ. The Book of the New Sun) Джина Вулфа зазвичай класифікуються як наукова фентезі. До жанру наукової фентезі належить і серія книг Терренса Брукса — Шаннара, де він представляє фантастичний світ землі в далекому майбутньому, після падіння цивілізації. В останніх двох фільмах пост-апокаліптичної франшизи Джорджа Міллера «Шалений Макс» (Шалений Макс 3, Шалений Макс: Дорога гніву), в той час як дія фільму підпорядкована законам наукової фантастики, окремі фантастичні фрагменти в їх зображенні зруйнованому світі містять елементи наукової фентезі.

### Планетарний роман
Планетарна романтика складається з пригод на одній або більше екзотичній чужій планеті, де ілюструються її пейзажі, життя аборигенів, яке характеризується характерними фізичними та культурними традиціями. Деякі планетарні романси проходять на тлі майбутньої культури, де подорожі між світами на космічному кораблі є звичайною справою, роблять астральні проєкції або користуються іншими методами подорожі між планетами. У центрі уваги цієї історії — пригоди, а не спосіб пересування. Твори Едгара Райса Берроуза і Е. Р. Еддісона, ймовірно, найбільш ранні зразки цього жанру, особливо серія «Джон Картер з Марса». Роман Дейвіда Ліндсі «Подорож до Арктуру», опублікований у 1920 році, є одним з найбільш ранніх прикладів цього жанру, хоча він відрізняється від більшості з них не припускаючи наукову вигадку основою для міжпланетних або міжзоряних подорожей; це скоріше філософський роман, який використовує чужу планету як фон для вивчення філософської теми. Роман К. С. Льюїса «За межі мовчазної планети» (англ. Out of the Silent Planet, 1938) є прикладом історії того ж типу, хоча в його випадку завдання є богословськими. В обох випадках, магічні елементи є відверто раціоналізованими, і, особливо, у випадку з точки зору Льюїса, у якого псевдонаукове обладнання обрамовує розповідь.
Деякі приклади цього типу наукового фентезі навмисно плямують вже смутну відмінність між наукою паранормальних здібностей і магією; наприклад, в романі Пола Андерсона «Королева повітря і темряви», в якому інопланетяни використовують псі-силу ілюзії, щоб відтворити земні міфи фей. У серії Андре Нортон Світ відьом (англ. Witch World), фантастичний світ існує як паралельній Всесвіт. Є кілька наукових вигаданих елементів в ранній історії цієї серії, які відсутні в пізніх романах.

### Меч і Планета
Меч і Планета — піджанр наукової фентезі, який показує розпалювання пригодницької історії на інших планетах, і, як правило, показуючи землян як героїв. Назва походить від залучення героїв і їхніх супротивників до рукопашного бою з простою зброєю, такою як мечі, навіть при наявності новітніх технологій. Багато творів Едгара Райса Берроуза потрапляють в цю категорію, а також його наслідувачів, таких як Отіс Адельберт Клайн (англ. Otis Adelbert Kline), Кеннет Балмер (англ. Kenneth Bulmer), Лін Картер (англ. Lin Carter) і Джон Норман. Переважно вони класифікуються як «наукове фентезі», бо присутні мечі і, як правило, архаїчні аристократичні соціальної системи. Графічний роман «Камелот 3000» (англ. Camelot 3000) — це ще один хороший приклад. Фільм «Крулл» (англ. Krull) теж потрапляє в цю категорію, так що фільм зображує історію, де майже всемогутня інопланетна істота вторгається фантастичний світ і герої повинні знайти спосіб, щоб боротися проти прибульців. Жанр передує науковій фантастиці, в ньому відсутня будь-яка наукова строгість. Технології в ньому часто порушують відомі закони фізики.

### Стімпанк
Стімпанк — це піджанр наукового фентезі, але також може бути піджанр наукової фантастики, дія якого відбувається у світі, що використовує старі технології парових машин, які замінюють електроніку. Автори створюють його у футуристичному антуражі із фантастичними елементами. До «панківського» компонента стімпанку відносяться низькі людські пристрасті — хіть, гнів, пихатість, жадібність і заздрість. Особливу увагу автори, що пишуть в жанрі стімпанк, приділяють побутовим і фізіологічним подробицям життя головних героїв.

## Фандом
Лос-Анджелеське об'єднання наукового фентезі (Los Angeles Science Fantasy Society) — це приклад соціальної групи шанувальників жанру наукового фентезі і фантастики.